# Pim Koopman
Pour les articles homonymes, voir Koopman.
Pim Koopman (né le 11 mars 1953 à Hilversum, et décédé le 23 novembre 2009) est un compositeur, batteur et producteur néerlandais, cofondateur du groupe de rock progressif Kayak avec Ton Scherpenzeel, Max Werner et Johan Slager.
Il est le batteur de Kayak depuis la fondation du groupe en 1972, mais il quitte celui-ci en 1976 pour embrasser une carrière de compositeur. En 2000, il rejoint les musiciens de Kayak pour la deuxième carrière du groupe mais il décède d'une crise cardiaque le 23 novembre 2009 à l'âge de 56 ans, au beau milieu d'une tournée de concerts.

## Carrière

### Musicien

#### Avec Kayak

##### Première époque Kayak

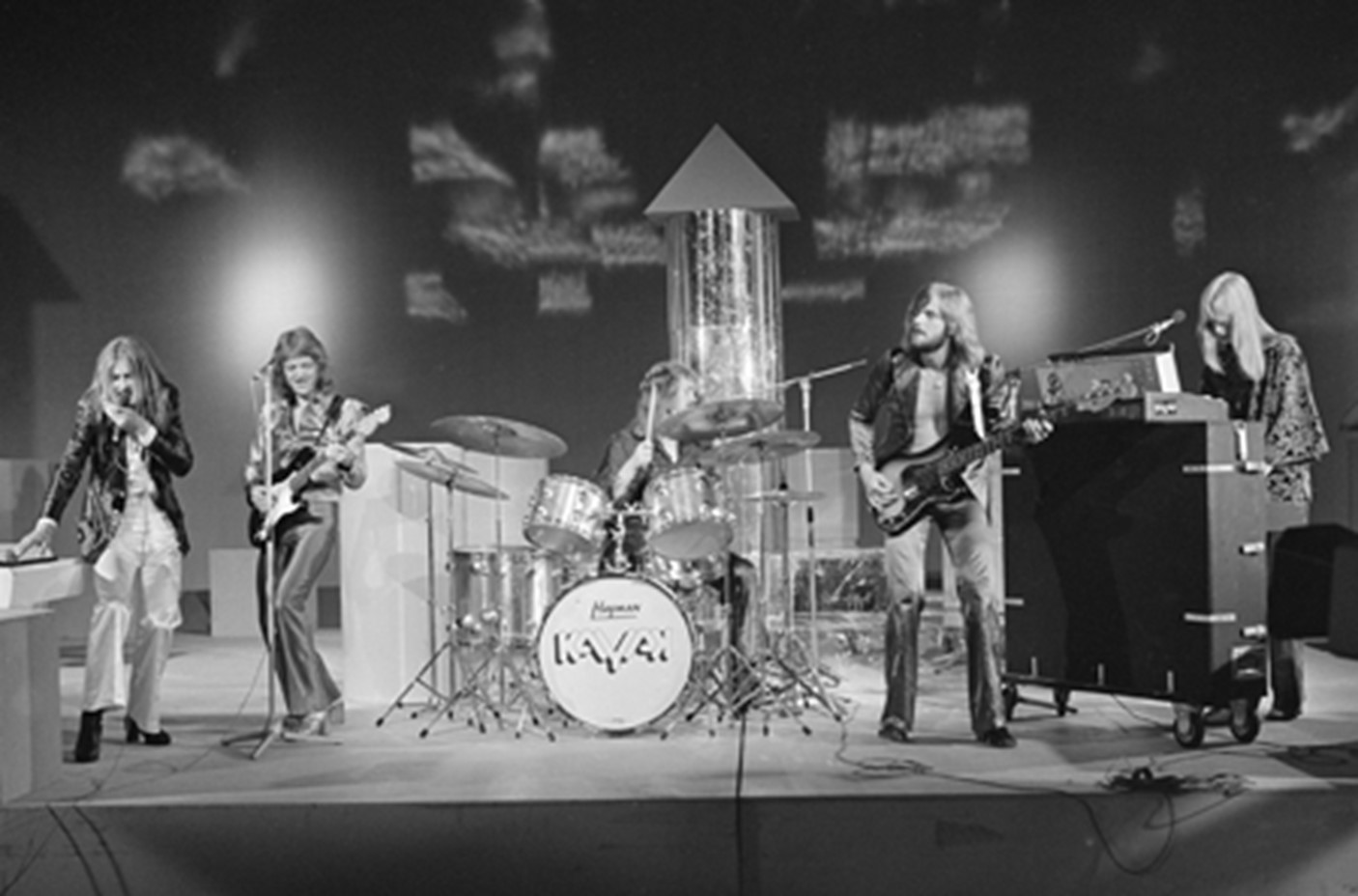
Kayak sur la scène de l'émission de télévision néerlandaise TopPop en août 1974.
De gauche à droite : Max Werner, Johan Slager, Pim Koopman (à la batterie), Bert Veldkamp et Ton Scherpenzeel.

Le groupe Kayak est fondé en septembre 1972 à Hilversum par le claviériste et bassiste Ton Scherpenzeel et par le batteur et guitariste Pim Koopman, qui avaient déjà joué ensemble dans plusieurs groupes locaux comme Balderdash (1967) et High Tide Formation (1970) avec le guitariste Johan Slager,,,.
Ton Scherpenzeel et Pim Koopman, qui avaient étudié respectivement la double basse et les percussions à l'académie de musique de Hilversum, s'adjoignent, pour le chant, les services de Max Werner dont ils avaient fait la connaissance durant leurs études, ainsi que ceux de Johan Slager à la guitare.
Koopman assume dans Kayak le rôle de batteur mais également celui de compositeur, aux côtés de Scherpenzeel. Leur formation musicale académique transparaît dans leurs compositions, dans lesquelles ils utilisent des arrangements complexes tout en restant attentifs à la mélodie. Alors qu'ils avaient contribué de manière égale à la composition des deux premiers albums, le troisième opus Royal Bed Bouncer est surtout l'œuvre de Scherpenzeel. Mais Koopman revient ensuite à la composition pour l'album The Last Encore.
En 1976, le batteur Pim Koopman montre des talents de producteur en plus de ses talents de musicien et il quitte le groupe après s'être vu offrir un contrat en tant que producteur,,. Il est remplacé en 1977 par Charles Louis Schouten.

##### Deuxième époque Kayak
Kayak se reforme en novembre 1999 à l'occasion d'un show télévisé appelé De Vrienden van Amstel Live (les amis d'Amsterdam en concert) à l'invitation d'un groupe néerlandais appelé De Kast, fan de Kayak depuis longtemps. Ton Scherpenzeel, Max Werner, Bert Veldkamp et Johan Slager participent à ce concert aux côtés de De Kast, mais sans Pim Koopman qui vit alors partiellement en Irlande et est remplacé pour l'occasion par Marc Stoop.
Koopman rejoint cependant Ton Scherpenzeel, Max Werner, Bert Veldkamp et Rob Winter pour la deuxième carrière du groupe, qui commence avec l'album Close To The Fire sorti en 2000.
Pim Koopman décède d'une crise cardiaque le 23 novembre 2009 à l'âge de 56 ans,,, au beau milieu de la tournée Letters From Utopia avec Kayak : un concert en son hommage est donné un an plus tard au Amsterdam Paradiso hall, durant lequel Kayak joue avec des artistes avec qui Pim Koopman avait travaillé dans le passé en tant que producteur ou compositeur, comme Pussycat, Diesel, The President, Jose et Caren Maywood.

#### Avec Diesel et The President
En 1978, Pim Koopman fonde le groupe de rock Diesel avec Rob Vunderink, qui deviendra guitariste de Kayak plus de vingt ans plus tard. Leur chanson Sausoli Summernight devient un hit aux États-Unis.
En 1980, Koopman quitte Diesel pour ensuite jouer de 1983 à 1985 avec le groupe The President, en collaboration avec Okkie Huysdens.

### Producteur
Après avoir quitté Kayak, Koopman a un certain succès en tant que producteur avec des groupes comme Pussycat, Maywood, Time Bandits et Sandy Coast,.
Plus tard, après son départ du groupe The President, il produit des albums de Robby Valentine, Valensia et Petra Berger.

### Compositeur

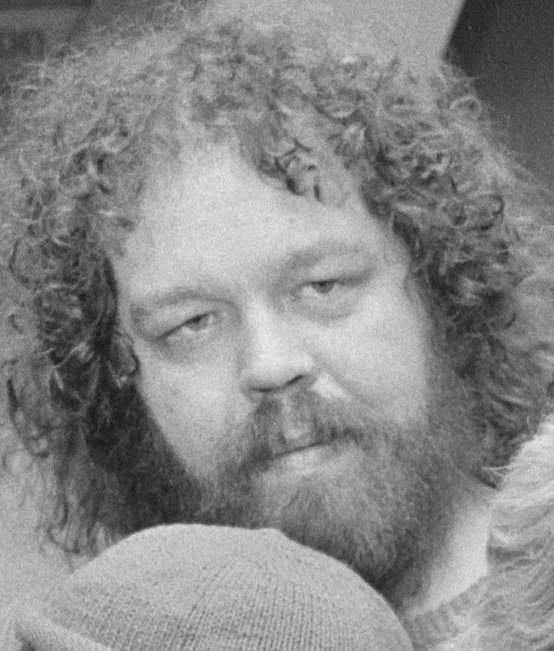
Pim Koopman en 1984.

À la fin des années 1970, Pim Koopman compose la musique des films Dokter Vlimmen (1978) et Kort Amerikaans (1979).
Entre 1977 et 1996, il a également composé 6 chansons pour le Nationaal Songfestival, concours de préselection néerlandais pour le Concours Eurovision de la chanson : Jouw lach (Dick Rienstra), Later (Brigitte), Champagne et Déjà vu pour Willeke Alberti, De wereld is van jou (Gina de Wit) et Met of zonder jou (Clau-Dya's),.

### Doublage
Enfin, Pim Koopman a également prêté sa voix à des publicités, à des documentaires ainsi qu'au doublage en néerlandais de dessins animés américains, comme Barnyard, Happy Feet, Lilo & Stitch et Mickey, Donald, Dingo : Les Trois Mousquetaires,.

## Discographie

### Avec Kayak - première époque
- See See The Sun (1973)
- Kayak II (1974)
- Royal Bed Bouncer (1975)
- The Last Encore (1976)

### Musiques de film
- Doctor Vlimmen (1978)
- Kort Amerikaans (1979)

### Avec Diesel
- Watts In A Tank (1980)
- Diesel On The Rocks (2000)

### Avec The President
- By Appointment Of (1983)
- Muscles (1985)

### Avec Kayak - deuxième époque

#### Albums studio
- Close To The Fire (2000)
- Night Vision (2001)
- Merlin - Bard Of The Unseen (2003)
- Nostradamus - The Fate Of Man (2005)
- Coming Up For Air (2008)
- Letters From Utopia (2009)

#### Albums Live
- Chance For A Livetime (2001)
- Kayakoustic (2007)
- The Anniversary Concert (2008)
- The Anniversary Box (2008)